# Misery (film)
Misery – amerykański film fabularny (dreszczowiec) z 1990 roku w reżyserii Roba Reinera. Fabuła filmu oparta została na historii przedstawionej w bestsellerowej powieści Stephena Kinga pod tym samym tytułem.

## Fabuła
Znany powieściopisarz Paul Sheldon ma wypadek samochodowy. Z pomocą przychodzi mu Annie Wilkes, jego wierna fanka, która mieszka w okolicy. Jest środek zimy i z powodu zasp Sheldon musi kurować się u kobiety. Z czasem okazuje się, że Annie jest niebezpieczną psychopatką. Więzi go, okalecza i zmusza by przywrócił do życia postać ze swojej powieści, którą uśmiercił.

## Obsada
- James Caan – Paul Sheldon
- Kathy Bates – Annie Wilkes
- Richard Farnsworth – Buster
- Frances Sternhagen – Virginia
- Lauren Bacall – Marcia Sindell
- Graham Jarvis – Libby
- Jerry Potter – Pete

## Nagrody i nominacje
63. ceremonia wręczenia Oscarów
- najlepsza aktorka – Kathy Bates (wygrana)

48. ceremonia wręczenia Złotych Globów
- najlepsza aktorka dramatyczna – Kathy Bates (wygrana)

Nagrody Saturn 1991
- najlepszy horror (nominacja)
- najlepszy scenariusz – William Goldman (nominacja)
- najlepszy aktor – James Caan (nominacja)
- najlepsza aktorka – Kathy Bates (nominacja)
- najlepsza aktorka drugoplanowa – Frances Sternhagen (nominacja)

## Adaptacje teatralne
W 2020 roku na deskach Teatru BARAKAH została wystawiona sztuka Misery Williama Goldmana na podstawie powieści Stephena Kinga w reż. Any Nowickiej.